# 安赫尔·兰格尔
安祖·蘭基爾·薩拉戈薩（西班牙語：Àngel Rangel Zaragoza，加泰隆尼亞語發音：[ˈanʒəɫ rənˈʒɛɫ]，1982年10月28日—）是一名西班牙足球員，司職右閘，曾效力史雲斯。現時為自由身。
蘭基爾早年主耍在西班牙國內低組別球隊打滾，其後轉投威爾士球會史雲斯，由英甲逐步升班到英超，為球會在各項賽事上陣超過300場。

## 榮譽
史雲斯
- 英格蘭足球甲級聯賽冠軍：2007/08年；
- 英格蘭足球冠軍聯賽附加賽冠軍：2010/11年；
- 英格蘭聯賽盃冠軍：2012/13年；

## 外部連結
- Swansea City official profile
- BDFutbol profile （页面存档备份，存于）
- 足球数据库：安赫尔·兰格尔的球员统计数据